# آتنا محمدی
آتِنا محمدی (زادهٔ مرداد ۱۳۷۲ – درگذشتهٔ ۲۴ دی ۱۳۹۶) بازیکن فوتبال اهل ایران بود. آتنا محمدی در سال ۱۳۷۲ در بندر انزلی به دنیا آمد و به مدت سه سال به عنوان دروازه‌بان در باشگاه فوتبال بانوان ملوان بندر انزلی بازی کرد. وی در روز یکشنبه ۲۴ دی ۱۳۹۶، در سن ۲۴ سالگی بر اثر ایست قلبی درگذشت.